# Korneliusz Komelski

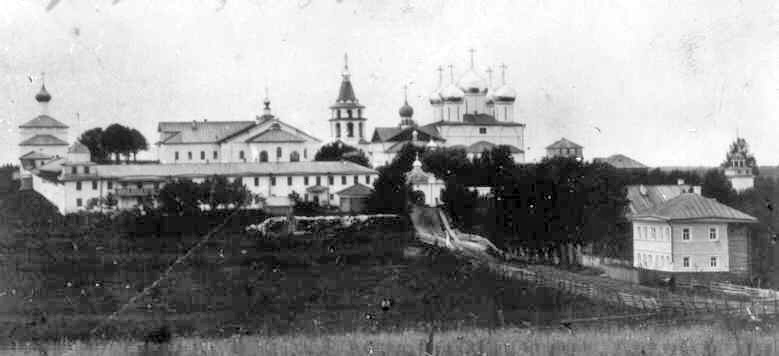
Monaster założony przez św. Korneliusza Komelskiego. Widok z początku XX wieku

Korneliusz Komelski, nazwisko świeckie: Kriukow (ur. 1455, zm. 19 maja 1537 nad Jeziorem Białym) – święty mnich prawosławny.

## Życiorys
Urodził się w rodzinie bojarskiej. Jego brat Łukian, w młodości dworzanin, postanowił zostać mnichem i dołączył do uczniów Cyryla Biełozierskiego, a następnie wstąpił do powołanego przez niego monasteru. Późniejszy mnich Korneliusz, od wczesnych lat pragnący wstąpić do stanu duchownego, podążył za nim. W klasztorze zajmował się przepisywaniem ksiąg. Dodatkowo umartwiał się, nosząc kajdany. Postanowił jednak porzucić monaster przy Jeziorze Białym i udać się do Rostowa. Następnie znalazł się w okolicach Nowogrodu, gdzie zaczął prowadzić życie pustelnicze. Wiadomość o nim rozeszła się jednak i zaczęli odwiedzać go ludzie pragnący uzyskać od niego pomoc duchową. Mnich Korneliusz pragnął jednak całkowitej samotności, więc przeniósł się najpierw do Pustelni św. Sawwacjusza w Twerze, a następnie w lasy komelskie, gdzie wzniósł nowy erem. Nastąpiło to w 1497.
Po czterech latach ponownie zaczęli gromadzić się wokół niego naśladowcy. Mnich zgodził się zatem przyjąć święcenia kapłańskie i wznieść cerkiew Wprowadzenia Matki Bożej do Świątyni w miejscu, gdzie powstała kierowana przez niego wspólnota monastyczna. W 1512, widząc wzrost liczby mnichów, opracował dla klasztoru regułę opartą na podobnych tekstach Niła Sorskiego i Józefa Wołockiego. Szczególną wagę przywiązywał do pomocy mnichów dla najbiedniejszych – przy monasterze założył przytułek dla dzieci. Ostatecznie jednak surowość życia propagowana przez hieromnicha Korneliusza sprawiła, że mnisi monasteru zaczęli podawać w wątpliwość sens tak wymagającej ascezy. W związku z tym zakonnik opuścił klasztor i ponownie zamieszkał w samotności nad Jeziorem Surskim, ok. 70 wiorst od dawnego miejsca przebywania. Przez pewien czas mieszkał również w Ławrze Troicko-Siergijewskiej.
Na prośbę mnichów z założonego przez siebie klasztoru zgodził się wrócić do niego, jednak nie został jego przełożonym. Funkcję tę przekazał swojemu uczniowi Ławrientijowi, sam zaś został zatwornikiem, zamykając się w swojej celi i ucinając wszelki kontakt ze światem zewnętrznym. Opuścił monaster dopiero w momencie najazdu Tatarów na ziemię wołogodzką, kiedy wszyscy zakonnicy udali się nad Jezioro Białe. Tam zmarł 19 maja 1537.
Wśród jego uczniów było wielu innych późniejszych świętych mnichów: Genadiusz Lubimogradzki, Cyryl Nowojezierski, Irodion Iłojezierski, Adrian Poszechoński, Ławrientij Komelski oraz Kasjan Komelski. Inny spośród jego kontynuatorów, mnich Nataniel, spisał w 1589 żywot hieromnicha Korneliusza. 11 lat później, 25 stycznia, sobór biskupów Rosyjskiego Kościoła Prawosławnego na czele z patriarchą Jowem ogłosił go świętym. Należy do Soboru Świętych Wołogodzkich.